# 은대초등학교
은대초등학교는 대한민국 경기도 연천군 전곡읍 은대리에 있는 공립 초등학교이다.

## 학교 연혁
- 1955년 2월 10일 전곡국민학교 은대분교장 설립인가
- 1960년 4월 12일 은대국민학교로 승격 개교
- 1960년 7월 24일 초대 이강희 교장 취임
- 1961년 3월 8일 제1회 졸업식
- 1980년 10월 2일 병설유치원 인가
- 1988년 3월 1일 왕림ㆍ통현분교장 본교로 통합
- 1996년 3월 1일 은대초등학교로 교명 변경
- 1999년 1월 4일 초고속 인터넷망 연결, 학교 전산망 구축
- 2006년 6월 29일 도지정연구학교 공개보고회 (3/3)
- 2013년 2월 13일 제54회 졸업식(총 졸업생 1,348명)
- 2014년 3월 1일 초등학교 7학급 편성(1학년 1개반 증설)
- 2015년 2월 13일 제55회 졸업식 ( 총 졸업생 1364명)
- 2016년 2월 5일 제56회 졸업식(총 졸업생 1374명)
- 2016년 3월 1일 경기도교육청 혁신학교 지정